# Họ cụm sao mở
Trong thiên văn học, một họ cụm sao mở là một nhóm xấp xỉ  các cụm sao mở trẻ cùng tuổi (độ tuổi  {\displaystyle \sim }30 MYR) nằm trong một khu vực tương đối nhỏ của đĩa ngân hà (bán kính   {\displaystyle \sim }250 pc).

## Giới thiệu
Các cụm sao mở không hình thành trong sự cô lập mà trong các phức hợp (Efremov 1978), trong các khu vực hình thành sao. Khi tuổi tác, phân bố không gian và động học được tính đến đồng thời, một số lượng đáng kể các cụm sao mở trẻ đã biết được tìm thấy trong các nhóm.
Piskunov và các cộng sự. (2006) đã tìm thấy bằng chứng cho bốn phức hợp cụm mở (OCC) ở các độ tuổi khác nhau có chứa tới vài chục cụm. Sự tồn tại của ít nhất năm họ sao năng động của các cụm mở trẻ trong đĩa Ngân hà đã được xác nhận bằng phân tích thống kê của de la Fuente Marcos và de la Fuente Marcos (2008). Chúng, theo thứ tự khoảng cách ngày càng tăng: Lạp Hộ, Thuẫn Bài - Cung Thủ, Thiên Nga, Thiên Yết và Thiên Hậu - Anh Tiên. Những họ này được liên kết với cấu trúc xoắn ốc của Thiên hà, chúng tồn tại trong thời gian ngắn khi chúng phân tán trong một khoảng thời gian tương đối ngắn và chúng là tổ tiên của các siêu cụm cổ điển, các nhóm di chuyển và các dòng sao (de la Fuente Marcos & de la Fuente Marcos 2008).
Gia đình cụm sao mở Thiên Hậu - Anh Tiên nằm cách Mặt trời 2 kpc giữa các chòm sao Thiên Hậu và Anh Tiên, được nhúng vào nhánh xoắn ốc Anh Tiên (de la Fuente Marcos & de la Fuente Marcos 2009). Cấu trúc gần như xác định một mặt phẳng nghiêng gần 30 ° so với mặt phẳng của Dải Ngân hà. Nó có đường kính khoảng 600 pc và bao gồm 10 đến 20 thành viên. Hầu hết các thành viên đều là ứng cử viên có vị trí bên dưới đĩa Thiên hà và di chuyển ra khỏi nó. Nó bắt đầu hình thành khoảng 20 đến 40 Myr (1 Myr = 10 6 năm) trước đây.